# Samuel Bischoff
Samuel Bischoff (Hartford, 11 agosto 1890 – Los Angeles, 21 maggio 1975) è stato un produttore cinematografico statunitense.

## Biografia
Nato da una famiglia ebrea ad Hartford, nel Connecticut, Bischoff si è laureato alla Boston University, poi si è diretto a Hollywood, dove ha iniziato la sua carriera nel 1922 producendo cortometraggi comici tra i quali Mixed Nuts con Stan Laurel (1922).
Era il capo della Samuel Bischoff Productions, una società di produzione a basso budget degli anni '30. Ha attirato l'attenzione del capo della Columbia Pictures, Harry Cohn, che lo ha assunto per supervisionare le produzioni cinematografiche dello studio. Nel 1932, si trasferì alla Warner Bros. e quando Hal B. Wallis divenne capo della produzione dopo che Darryl F. Zanuck lasciò la casa di produzione nel 1933, Bischoff ed Henry Blanke furono i principali produttori dello studio. Ritornò in Columbia nel 1941.
È stato anche presidente della Moroccan Pictures Inc. nel 1948, producendo il film di George Raft Outpost in Morocco (1948). Nel 1950 divenne capo di produzione alla RKO in sostituzione di Sid Rogell, ma non vi rimase a lungo.
Si unì alla Warners e nel 1953 rimase uno dei tre soli produttori, insieme a Blanke e David Weisbart.
Il suo ultimo film è stato Le bambole del desiderio (1964).
Bischoff morì nel 1975, a Hollywood, in California, per debilitazione generale all'età di 84 anni.

## Filmografia

### Produttore
- Mixed Nuts, regia di James Parrott - Cortometraggio (1922)
- Try and Get It, regia di Cullen Tate (1924)
- Racing Luck, regia di Herman C. Raymaker (1924)
- The Live Agent - cortometraggio (1925)
- Assorted Nuts, regia di Jack Nelson - cortometraggio (1925)
- Play Ball - cortometraggio (1925)
- Spooky Spooks, regia di Albert Herman - cortometraggio (1925)
- Account of Monte Cristo, regia di Edward Ludwig - cortometraggio (1925)
- Hollywouldn't, regia di Lou Carter - cortometraggio (1925)
- Roomers Afloat, regia di George Jeske - cortometraggio (1925)
- Taming of the Shrewd, regia di William Hughes Curran - cortometraggio (1925)
- Starvation Hunters, regia di William Strohbach - cortometraggio (1925)
- Service, regia di Al St. John - cortometraggio (1925)
- Cured Hams, regia di George Jeske - cortometraggio (1925)
- Last of the Mohegians, regia di Edward Ludwig - cortometraggio (1926)
- Rain and Shine - cortometraggio (1926)
- Alibi's Forty Thieves, regia di George Jeske - cortometraggio (1926)
- Defective Detectives, regia di George Jeske - cortometraggio (1926)
- The Silent Flyer, regia di William James Craft (1926)
- The Gypsy Romance (1926)
- Fangs of Justice, regia di Noel M. Smith (1926)
- The Snarl of Hate, regia di Noel M. Smith (1927)
- Where Trails Begin, regia di Noel M. Smith (1927)
- Sumuru, regia di Tom Terriss (1927)
- Buffalo Bill's Last Fight, regia di John W. Noble - cortometraggio (1927)
- The Lady of Victories, regia di Roy William Neill - cortometraggio (1928)
- Code of the Air, regia di James P. Hogan (1928)
- I difensori della legge (Homicide Squad), regia di Edward L. Cahn e George Melford (1931)
- Graft, regia di Christy Cabanne (1931)
- Lasca of the Rio Grande, regia di Edward Laemmle (1931)
- X Marks the Spot, regia di Erle C. Kenton (1931)
- Hotel Continental, regia di Christy Cabanne (1932)
- Lena Rivers, regia di Phil Rosen (1932)
- Strangers of the Evening, regia di H. Bruce Humberstone (1932)
- The Rich Are Always with Us, regia di Alfred E. Green (1932)
- The Dark Horse, regia di Alfred E. Green (1932)
- Dynamite Ranch, regia di Forrest Sheldon (1932)
- Come On, Tarzan, regia di Alan James (1932)
- Between Fighting Men, regia di Forrest Sheldon (1932)
- Three on a Match, regia di Mervyn LeRoy (1932)
- Bacio mortale (The Death Kiss), regia di Edwin L. Marin (1932)
- Tombstone Canyon, regia di Alan James (1932)
- Drum Taps (1933)
- Phantom Thunderbolt (1933)
- Fargo Express (1933)
- The Lone Avenger (1933)
- A Study in Scarlet (1933)
- Enemies of Society (1933)
- Deluge (1933)
- From Headquarters (1933)
- Fargo Express (1933)
- The Big Shakedown (1934)
- Bedside (1934)
- Heat Lightning (1934)
- Registered Nurse (1934)
- Return of the Terror (1934)
- Side Streets (1934)
- Friends of Mr. Sweeney (1934)
- I Sell Anything (1934)
- The St. Louis Kid (1934)
- Babbitt (1934)
- Murder in the Clouds (1934)
- Sweet Music (1935)
- A Night at the Ritz (1935)
- Traveling Saleslady (1935)
- Go Into Your Dance (1935)
- Going Highbrow (1935)
- Don't Bet on Blondes (1935)
- Broadway Gondolier (1935)
- Colpo proibito (The Irish in Us), regia di Lloyd Bacon (1935)
- Little Big Shot (1935)
- Il grande nemico (1935)
- Stars Over Broadway (1935)
- Frisco Kid (1935)
- Front Page Woman (1935)
- Boulder Dam (1936)
- Mogli di lusso (1936)
- Public Enemy's Wife (1936)
- Earthworm Tractors (1936)
- Ali sulla Cina (China Clipper), regia di Ray Enright (1936)
- La carica dei seicento (1936)
- Sing Me a Love Song (1936)
- Ready, Willing and Able (1937)
- The Go Getter (1937)
- L'uomo di bronzo (1937)
- Slim (1937)
- San Quentin (1937)
- Back in Circulation (1937)
- Hollywood Hotel (1937)
- Swing Your Lady (1938)
- Gold Is Where You Find It (1938)
- A Slight Case of Murder (1938)
- Gold Diggers in Paris (1938)
- Racket Busters (1938)
- Boy Meets Girl (1938)
- Hard to Get (1938)
- Gli angeli con la faccia sporca (Angels with Dirty Faces) (1938)
- The Oklahoma Kid (1939)
- You Can't Get Away with Murder (1939)
- The Kid from Kokomo (1939)
- L'alfabeto dell'amore (1939)
- I ruggenti anni venti (The Roaring Twenties) (1939)
- A Child Is Born (1939)
- Castle on the Hudson (1940)
- Three Cheers for the Irish (1940)
- Escape to Glory (1940)
- They Dare Not Love (1941)
- You'll Never Get Rich (1941)
- I due del Texas (Texas), regia di George Marshall (1941)
- Three Girls About Town (1941)
- Two Yanks in Trinidad (1942)
- La morte viene dall'ombra (1942)
- Appointment in Berlin (1943)
- Dangerous Blondes (1943)
- There's Something About a Soldier (1943)
- None Shall Escape (1944)
- Carolina Blues (1944)
- Notti d'oriente (1945)
- Femmina (film 1947) (1947)
- The Corpse Came C.O.D. (1947)
- Contrabbando a Shanghai (1947)
- Tragedia a Santa Monica (Pitfall), regia di André De Toth (1948)
- Outpost in Morocco (1949)
- Mrs. Mike (1949)
- Sealed Cargo (1951)
- Best of the Badmen (1951)
- Macao (1952)
- The Las Vegas Story (1952)
- La carica degli apaches (The Half-Breed), regia di Stuart Gilmore (1952)
- The System (1953)
- South Sea Woman (1953)
- Cacciatori di frontiera (1954)
- For the Defense (1954)
- A Bullet for Joey (1955)
- La città del vizio (The Phenix City Story), regia di Phil Karlson (1955)
- Celebrity Playhouse (Serie TV - 1 Episodio)
  - For the Defense (1955)
- Il grido delle aquile (Screaming Eagles), regia di Charles F. Haas (1956)
- Casey Jones (Serie TV - 2 Episodi) 
  - Girl in the Cab (1957)
  - Dangerous Hours (1958)
- Operazione Eichmann (Operation Eichmann), regia di R.G. Springsteen (1961)
- Il padrone di New York (King of the Roaring 20's: The Story of Arnold Rothstein), regia di Joseph M. Newman (1961)
- Le bambole del desiderio (The Strangler), regia di Burt Topper (1964)

### Produttore e regista
- L'ora tragica (The Last Mile) (1932)